# Oscar Nkolo Kanowa
Oscar Nkolo Kanowa, C.I.C.M. (Mbuji-Mayi, 8 september 1957) is een Congolees rooms-katholiek geestelijke en bisschop.
Hij studeerde aan het kleinseminarie van Kabwe en trad binnen bij de Missionarissen van Scheut (Congregatie van het Onbevlekt Hart van Maria). Hij studeerde theologie in Kameroen en werd in 1987 tot priester gewijd. Hij werd uitgestuurd als missionaris naar de Dominicaans Republiek. Daar was hij achtereenvolgens econoom en vice-provinciaal van zijn orde. In 1997 keerde hij terug naar Congo en werd er lesgever. Tussen 2004 en 2012 was hij provinciaal overste voor Zuidelijk Afrika voor zijn orde. Hij werd in 2017 benoemd tot bisschop van Mweka als opvolger van Gérard Mulumba Kalemba, die in 2017 op emeritaat ging.